# Excellence opérationnelle
L'excellence opérationnelle est l'exécution de la stratégie d'entreprise lorsque celle-ci est plus cohérente et fiable que la concurrence.
L'excellence opérationnelle se met en évidence par elle-même grâce aux résultats. Lorsque deux sociétés appliquent la même stratégie, la société qui met en œuvre l'excellence opérationnelle diminuera ses risques opérationnels, aura des coûts d'exploitation moins élevés et ses revenus seront supérieurs à ceux de ses concurrents, créant de la valeur pour les clients et les actionnaires. Cette expression pourrait également être interprétée comme de l' «excellence d'exécution».
L'excellence opérationnelle se retrouve dans certaines méthodes de management ou démarches tels que : le modèle EFQM, la mise en place de la qualité totale, le lean, le six sigma, etc. et plus généralement toutes les démarches qualité globale qui visent l'efficience en impliquant les équipes et les autres parties prenantes dans le résultat.

## Les composants clés de l'excellence opérationnelle
L'excellence opérationnelle repose sur la mise en œuvre d'un système de management et sur une culture de la discipline opérationnelle.
Le premier composant, le système de management, est composé d'un ensemble de processus pilotés qui interagissent entre eux et prennent en compte l'approche par les risques. Le système de management permet de rationaliser les activités et diminuer les dysfonctionnements.
La deuxième composante, une culture de la discipline opérationnelle, est communément décrite comme faire la bonne chose, de la bonne manière, à chaque fois.
Par exemple, dans la Nuclear Navy aux Etats-Unis, cette culture repose sur cinq principes directeurs :
- l'intégrité,
- l'attitude au questionnement,
- le niveau de connaissance,
- la sauvegarde de l'équipe de surveillance,
- le formalisme.

Ces valeurs sont utilisées pour identifier les comportements attendus de chaque employé et comment ils soutiennent la mission et les résultats de l'organisation.
Afin d'atteindre l'excellence opérationnelle, les entreprises doivent investir dans le capital humain car ce sont les employés qui détiennent les leviers de l’amélioration. Pour Daniel Côté, Professeur de stratégie à HEC Montréal, il s'agit d'un « investissement constant dans le développement des personnes, levier essentiel pour continuellement rehausser la qualité de leurs services et ainsi demeurer proactif face à l’évolution rapide de l’industrie ».
Ainsi, et contrairement à ce qu'affirmaient Gilbert Probst et Stefano Borzillo en 2007 lorsqu'ils évoquaient des communautés de pratiques, l'excellence opérationnelle telle que conçue aujourd'hui ne se résume pas à des "divisions de l’organisation, dans le but d’effectuer [des] opérations quotidiennes de la manière la plus efficace et efficiente possible". Elle inclut notamment un volet d'innovation sur les manières de fonctionner, par l'intelligence collective en particulier, et de prise en compte de la qualité des conditions de travail.
Pour mettre en route l'intelligence collective, le manager de proximité est souvent un élément moteur. Son rôle est à la fois d'orienter et de coordonner les opérateurs, il fournit les points de repère nécessaires au bon déroulement des opérations au sein des entreprises. Les managers de proximité « sont tout à la fois premiers soutiens des opérateurs qui créent la valeur de l'entreprise, pilotes de la livraison à temps des clients, courroie de transmission des objectifs transmis par leur direction et garants des règles de sécurité et de vie collective ».
Dans un contexte industriel l'excellence opérationnelle peut se définir comme la mise en cohérence de 5 dimensions de l'intelligence collective :
- Mise en agilité des organisations
- Développement des compétences et de la complémentarité homme-machines
- Excellence environnementale
- Numérisation et transversalité des stratégies
- Intégration des technologies du futur (IOT, Big Data, Machine learning, industrie digitale, robotisation, fabrications additives)

## Apports de l'excellence opérationnelle
Les apports de l'excellence opérationnelle s'envisagent tant sur le plan qualitatif que quantitatif.
Sur le plan qualitatif, l'excellence opérationnelle a vocation à améliorer la qualité de ce qui est produit, en particulier dans l'industrie, ou encore les conditions de travail. Cela peut par exemple passer par l'amélioration des plans de travail, évitant aux opérateurs des mouvements pénibles, ou encore par des séances de sport diminuant les risques d'accidents de travail.
Sur le plan quantitatif, les démarches d'excellence opérationnelle ont un impact important. Par définition, les gains que peuvent atteindre les entreprises par l'excellence opérationnelle sont variables. Chaque entreprise ayant ses spécificités, les améliorations possibles sont très variées. Les chiffres qui sont donnés sont cependant significatifs : certaines entreprises parlent d'augmentation de la productivité de l'ordre de plus de 20 %, de diminution de 65 % du temps qu’il faut pour changer d’outils, de réduction du nombre de défauts de 6,2 % à 1,5 %, ou encore d'augmentation de la productivité de la ligne de 45 %.

## Une critique dulean
En matière d'organisation du travail, le lean (ou lean management), méthode d'organisation apparue dans la fin des années 1980, et popularisée dans les années 1990, a prévalu jusque dans les années 2010. Ensuite, des critiques ont commencé à se faire entendre.
En 2013, Sabine Germain, journaliste au journal Les Échos, expliquait notamment dans un article intitulé Le lean management, un danger pour les salariés ? les effets néfastes de ces techniques. Elle y pointait en particulier le manque de prise en compte des individus, dans l'application d'une méthode tournée exclusivement vers la réduction des coûts.
Dans Le management désincarné (La Découverte, 2016), Marie-Anne Dujarier, sociologue du travail et des organisations au Cnam-CNRS, dénonce les « planneurs », personnes chargées de la mise en place de dispositifs afin de répondre à des objectifs chiffrés. Selon elle, ils sont l'incarnation de l'absurdité du lean management. « Ce management par les nombres, qui se généralise, est élaboré par des planneurs, des cadres qui imposent de nouveaux standards campées sur ordinateur, comme vu d’avion, en plan, de manière abstraite. »
Sur la base de ces critiques, un certain nombre d'acteurs de la scène industrielle (chefs d'entreprises, institutionnels, politiques) ont peu à peu investi la notion d'excellence opérationnelle, impliquant moins de rigidité.

## Les promoteurs de l'excellence opérationnelle
Dans le débat public, l'expression excellence opérationnelle s'est imposée dans les années 2010.
Au sein des organisations professionnelles, le MEDEF, et en particulier Pierre Gattaz et Thibault Lanxade, a à de nombreuses reprises pris position pour l'excellence opérationnelle (BFM TV, L'Opinion, L'Expansion...).
Dans le paysage industriel, de nombreuses grandes entreprises ont également revendiqué ce virage au sein de leur organisation : des fonctions dédiées à l'excellence opérationnelle ont été mises en place chez Saint-Gobain, une école sur le sujet a été créée à Tunis par Total, Altran en a fait un axe de développement prioritaire...
Dans le paysage politique et public, Pascal Faure, Directeur Général de la DGE (Direction Générale des Entreprises) et Étienne Casal, membre du conseil d’administration de l’AFQP (Association France Qualité Performance) définissaient en 2014 l'excellence opérationnelle comme « un état d'esprit pour gagner en compétitivité ».

## La prise en compte de l'excellence opérationnelle par les politiques publiques dans le monde

### France
En France, l'excellence opérationnelle tarde à faire son apparition. Malgré tout, depuis 2014, les politiques publiques semblent aller dans le sens de sa prise en compte. En effet, les 34 plans pour une Nouvelle France Industrielle d'Arnaud Montebourg, suivi des 10 solutions d'Emmanuel Macron, ont progressivement intégré la dimension humaine dans la politique industrielle de la France.
Cependant, à en croire Thibault Bidet-Mayer, de La Fabrique de l'Industrie, « En France, la priorité c’est surtout de moderniser l’appareil productif pour améliorer la compétitivité ».

### Allemagne
L'Allemagne s'est, dès 2010, penchée sur un programme de dynamisation de son industrie avec le concept d'Industrie 4.0, introduit lors du salon de la technologie industrielle (CeBIT) à Hanovre.
Ce programme, comme celui de la Corée du Sud, est résolument tourné vers le développement des offres technologiques.

### Royaume-Uni
Le Royaume-Uni s’est mobilisé dès 2011 dans son programme High value manufacturing catapult. Il vise à créer un réseau de centres de recherche déjà existants qui regrouperait des industriels, des scientifiques et des ingénieurs afin de faire bénéficier les entreprises industrielles de la recherche de pointe britannique.

### Italie
En 2012, l’Italie lançait sa Fabbrica del futuro. Elle répond au cahier des charges fixé par la Commission européenne et son programme Factories of the future au travers de quatre axes : l’usine à haute performance, l’usine évolutive et reconfigurable, l’usine pour l’homme, l’usine pour une production durable.

### Canada
Le Canada est parmi les pays les plus proactifs sur la question de la mise en place de l'excellence opérationnelle. C'est un sujet qui s'est imposé jusque dans la gestion des ressources humaines de l'État lui-même. En effet, chaque année depuis 1993, un rapport sur la fonction publique incluant un volet excellence opérationnelle est remis au Premier ministre canadien par le Greffier du Conseil privé. Cette démarche s'inscrit dans un projet gouvernemental dévoilé en 2013 : Objectif 2020.